# Emily Valentine
Emily Frances Valentine (Condado de Fermanagh, Irlanda del Norte, 1878-Londres, Inglaterra, 1967), fue una enfermera y jugadora de rugby irlandesa.
Conocida por los medios como la primera dama del rugby y como la William Web Ellis femenina. Es la jugadora de rugby que más joven comenzó de la que se tenga referencia, comenzó a los 10 años en 1887, y posee el récord confirmado de una mujer jugando en el siglo XIX.
Antes de que se conociera a Valentine la jugadora de rugby que más joven comenzó era Mary Eley en 1917, quien a los dieciséis años jugó para Cardiff Ladies.

## Infancia
Valentine nació en el condado de Fermanagh, Irlanda del Norte en 1878 siendo la menor de seis hermanos.